# Rossa (Zwitserland)
Rossa is een gemeente in het Zwitserse bergdal Val Calanca en behoort tot het kanton Graubünden.
Tot de gemeente behoren naast de hoofdplaats Rossa ook de drie gehuchten Augio, Santa Domenica en Valbella. Rossa is het laatste dorp aan de weg die door het dal loopt. Valbella is alleen via voetpaden te bereiken. Het dal is verder onbewoond en loopt uit op de Zapporthorn (3151 m) die deel uitmaakt van het Adulamassief.
In het gebergte rondom de dorpen zijn vele gemarkeerde wandelpaden uitgezet. Een populaire tocht is die naar de 2117 meter hoge Pass Giümela die de verbinding vormt met het Val Blenio.
Buseno · Calanca · Cama · Castaneda · Grono · Leggia · Lostallo · Mesocco · Rossa · Roveredo · Santa Maria in Calanca · San Vittore · Soazza · Verdabbio
- Bibliothèque nationale de France: cb139733991 (data)
- Gemeinsame Normdatei: 4826700-4
- Historisch woordenboek van Zwitserland: 001553
- Historical Dictionary of Switzerland#Lexicon_Istoric_Retic: 2642
- Virtual International Authority File: 135047828
- WorldCat: E39PBJv4kBHfcfHCTwYhW9c773